# مشروع موجه لينكس
مشروع موجه لينكس (LRP) هو أحد توزيعات لينكس الصغرية المنشقة للشبكات المتمحورة. كانت الإصدارات المنبثقة من LRP صغيرة بما يكفي لتحميلها على قرص مرن 1.44MB، وتم تصنيعها لبناء وصيانة الموجهات (الروترات)، خوادم الوصول، العملاء الصغيرة، الأجهزة الشبكية، وجعلت الأنظمة المضمنة سهلة للغاية.

## نبذة تاريخية
تم الاقتناع بمشروع موجه لينكس وتطويره من قبل دايف سينج خلال السنوات 1997 إلى 2002. كان في البداية عبارة عن موجه (روتر) يعمل على قرص مرن ومن ثم تطور إلى نظام تشغيل خطي الجدولة متعدد الأغراض.

## مزايا رئيسية
- قاعدة صغيرة لبصمة نظام تشغيل
- نظام حُزم مبسط
- نظام معتمد على القوائم وإعداد حُزم
- فصل واضح لمناطق البنية الرئيسية المتطايرة، الغير متطايرة، القراءة فقط، ومناطق القراءة/الكتابة.
- قابل لفك الحزم والتشغيل من ذاكرة رام أو فلاش مباشرة.
- نظام لتأكيد تغير الإعدادات على وسائط غير متطايرة (قرص أو فلاش).

## خصائص مقترحة لـLRP 5.0
- قاعدة نظام تشغيل بحجم8MB
- لغة نصية مستقلة عن بورن شيل.
- مخطط تحزيم قادر على التأقلم مع أنظمة أخرى
- نظام إدارة تطبيقات
- نظام عمليات نواة

## وصلات خارجية
- Linux Journal Article on Linux Router and its comparison with Cisco Routers